# Rolf Annerberg
Rolf Gösta Annerberg, född 15 december 1948 i Enskede församling, Stockholms stad, är en svensk ämbetsman och socialdemokratisk politiker.
Annerberg, som är pol. mag., var statssekreterare för energifrågor i Industridepartementet 1984–1987, Miljö- och energidepartementet 1987–1990 och åter i Industridepartementet 1990–1991. Efter den borgerliga valsegern 1991 utsågs han till generaldirektör på Naturvårdsverket (1991–1999). Han var även ordförande i styrelsen för Stiftelsen för miljöstrategisk forskning (Mistra) 1997–2000. Åren 2000–2006 var Annerberg kabinettschef hos EU-kommissionär Margot Wallström och därmed hennes närmaste medarbetare. Han var generaldirektör för Forskningsrådet för miljö, areella näringar och samhällsbyggande (Formas) 2007–2013.
1 januari 2015 tillträdde Annerberg som ordförande i Transportstyrelsens styrelse. 18 juli 2017 meddelade infrastrukturminister Anna Johansson att Annerberg kommer att entledigas från sitt uppdrag eftersom regeringen inte hade förtroende för styrelsens sätt att hantera Transportstyrelsens IT-upphandling, som genom outsourcing ledde till att känsliga uppgifter om Sverige hamnade i Östeuropa, där  icke säkerhetskontrollerad personal kunde ta del av dem. Annerberg hade dagen innan meddelat att han vill entledigas från sitt uppdrag av personliga skäl och regeringen entledigade honom vid sitt sammanträde 20 juli.